# Odontomyia novaecaledoniae
Odontomyia novaecaledoniae är en tvåvingeart som först beskrevs av Lindner 1937.  Odontomyia novaecaledoniae ingår i släktet Odontomyia och familjen vapenflugor.
Artens utbredningsområde är Nya Kaledonien. Inga underarter finns listade i Catalogue of Life.